# 僭称
僭称（せんしょう、僣称）とは、身分制度のある社会において、本人の身分を越えた地位、称号を名乗ることをいう。

## 概観
自ら「私は○○を僭称している」ということはまずなく、他者を評価するときに「○○を名乗るべき身分にない者が勝手に名乗っている」という批判的な意味で用いるのが一般的である。身分の存在を前提とするため、「皇帝を僭称する」や「王を僭称する」という用法は正しいが、その地位が身分に基づかない「大統領を僭称する」や「社長を僭称する」という用法は不適切である（この場合は単に「偽称」「詐称」という）。
国家の支配権をめぐって複数の勢力が対立している場合、本来は一人であるはずの国家の最高指導者の地位が、複数の人によって名乗られることがある。この場合には互いの当事者は自らの方を正統とし、対立する側の地位を僭称として認めない。どちらを正統としどちらを僭称とするかは、立場の違いによる。
ただし、当初は僭称であったものが、実力にもとづいてその地位を長期間にわたって保持し続けた場合には、もはや僭称とはみなされなくなることもある。

## 歴史上の実例

### 日本
崇神紀にはすでに伊都都比古という人物が外国人に倭王と偽って名乗っていた記述が見られる（コトバンク）。
日本の天皇の場合、治承・寿永の乱の際には平家に擁されていた安徳天皇と京都の後鳥羽天皇が併存した。平家の側では後鳥羽天皇を認めず、また後鳥羽天皇側では安徳天皇はあくまで「旧主（前天皇）」とみなされていた。
また、南北朝時代には京都の北朝と吉野などの南朝がそれぞれの天皇を擁して対立していた。北朝側からは南朝の天皇は「南主」と呼ばれて皇位の僭称者とみなされていたし、南朝側から見ると北朝の天皇こそが僭称者に過ぎなかった。

### ローマ帝国
ローマ帝国においては、しばしば内乱が勃発し、その中で複数の皇帝自称者が乱立することがあった。特に3世紀の軍人皇帝時代にはそれが著しかった。この中ではローマ元老院の承認を得ている者が正統な皇帝とされており、その他の皇帝自称者は「僭称皇帝」または「簒奪者」として扱われる。
ただし、その区分はしばしば曖昧であり、当初は正統とされていた者が敗北により僭称とみなされるようになったり、逆に当初は僭称皇帝に過ぎなかった者が実力で帝国の広範囲の支配権を手中に収め、その結果として正統な皇帝として認められるにいたるという事例も見られた。

### 中国
中国史上でも、しばしば皇帝の僭称者が現れた。ただし、中国の場合には元々皇帝の称号は実力で広範囲を支配した者が名乗るものであり、僭称皇帝と正統な皇帝との区別は曖昧である。
- 単にその政権が短期間で終わってしまった場合、後世からは正統な皇帝とみなされず、僭称皇帝とされる場合もある。この事例として、袁術や桓玄、侯景などがあげられる。
  - 袁術は197年から199年にかけて仲王朝の皇帝を称したが、他の勢力からはほとんど認められなかった上、最後には帝位を投げ出さざるを得ないところに追いつめられた。
  - 桓玄は403年に東晋の安帝より禅譲を受けて皇帝となって楚を開くが、わずか3ヵ月後には滅亡した。
  - 侯景（漢の順武帝）は南北朝時代の南朝梁の実力者であったが、皇帝蕭棟（豫章王）から禅譲を受ける形で皇帝に即位、国号を漢とした。しかし、梁の残存勢力からの攻撃によって皇帝即位後わずか半年で殺害された。
- 三国時代の呉の孫権が自立して皇帝を名乗ったのは、それ以前の漢（後漢）王朝とはまったく関連を持たなかった[注 1]。その点では他の僭称者と同様だが、呉は四代五十数年にわたって国が存続し三国時代の三国の一つとして認められたため、普通には僭称とされていない。

### ローマ教皇
ローマ教皇の場合、教会勢力が分裂して複数の教皇が併立することがある。この場合、その一方は教皇位を僭称していたという意味で、対立教皇と呼ぶ。
ただし、複数の教皇のどちらを正統とし、どちらを僭称とみなすかという区分はしばしば曖昧である。

## 類似した事例
また日本では特に戦国時代などに、朝廷からの任命を受けないまま官名を自称するケースもある。織田信長が初期に名乗った上総介もその一つであるが、正式に叙任を受ける方が少数だったこともあり、批判的な意味の強い「僭称」とせず単に「自称」と記すことも多い。

## 君主を僭称したとされている者
- 慕容詳
- 慕容麟
- 蕭正徳
- 安禄山（燕 (安史の乱)）
- ヴィーラ・パーンディヤ （パーンディヤ朝）
- スンダラ・パーンディヤ （同上）
- ジェームズ・フランシス・エドワード・ステュアート
- チャールズ・エドワード・ステュアート
- エメリヤン・プガチョフ
- 偽ドミトリー1世、偽ドミトリー2世、偽ドミトリー3世
- スメルディス